# Juan José Pascual
Juan Jose Pascual Alfonso (El Payo, Salamanca, 3 de octubre de 1963) es un dirigente deportivo y promotor inmobiliario español, propietario de la empresa inmobiliaria Verona Norte y presidente de la Unión Deportiva Salamanca entre 2007 y 2011. En 2012 su empresa inmobiliaria fue condenada a devolver al club deportivo algo más de 600 000 euros retirados por él de dicho club.

## Presidente de la UD Salamanca
A principios de 2007, Pascual adquirió el 51 % de las acciones de la Unión Deportiva Salamanca, por valor de casi cuatro millones de euros. El 10 de abril de 2007 fue proclamado presidente en la Junta General de Accionistas del club con un patrimonio superior a los diez millones de euros en ese momento . Bajo su mandato se remodeló y modernizó la estructura tanto deportiva como administrativa del club, designando a Alfonso del Arco como vicepresidente, cargo que ya desempeñó durante los años 90, y fichando a Miguel Montes Torrecilla como director deportivo.
La principal política de Pascual ha sido la austeridad económica y el fichaje de jugadores desconocidos, que viniesen con la carta de libertad, pero que mostraran un gran potencial. Deportivamente, el objetivo del club a corto plazo fue la permanencia, pero sin descartar la lucha por el ascenso a Primera División.
También ha llevado el fútbol más allá de su presidencia en la Unión Deportiva Salamanca, pues pagó  la cláusula de Biel Ribas (unos 36.000 euros). También pago mediante una de sus empresas el fichaje de Steven Cohen unos 50.000 euros. Cantidad que el Racing Club de Ferrol reclama mediante juicio tras haber devuelto el banco el pagaré.
También tiene un porcentaje de la compra de los campeones nigerianos sub-17 Kabiru Akinsola y Matthew Edile, junto con la empresa que los representa Promosport y la propia Unión Deportiva Salamanca.
En 2012 su empresa Verona Norte fue condenada por un juzgado de Salamanca a devolver 608 997,95 euros que Pascual retiró del club, de los 868 997,75 que reclamaba la administración concursal de la Unión. Según la versión del condenado, ese dinero lo retiró progresivamente para recuperar parte de los hasta cinco millones de euros que invirtió y le debía el club.